# Disfonía
Disfonía es el nombre que recibe todo trastorno de la voz cuando se altera la calidad de esta en cualquier grado exceptuando el total, en cuyo caso se denomina afonía. Las disfonías pueden ser de varios tipos según su causa y manifestaciones clínicas.
La voz es el sonido que, producido por la laringe a partir del aire pulmonar espirado, es luego amplificado y modificado por las cavidades de resonancia, pero también es una expresión de la persona en su globalidad.
Se le conoce coloquialmente como ronquera y a los que la padecen se los llama roncos.

## Clasificación

### Disfonías funcionales
La disfonía funcional es aquella que está causada por un abuso vocal (sobreesfuerzo), por una mala técnica vocal, o por ambas causas. Suelen aparecer de forma intermitente y progresiva en el tiempo. Es el tipo de disfonía más frecuente con un 65-75% y además suele afectar más al género femenino.
1. Disfonías funcionales simples: sin complicación laríngea. Suele reducirse o aumentarse el tono muscular dependiendo si es hipocinética o hipercinética.
2. Disfonías funcionales complicadas: nódulos, seudoquiste seroso, edema fusiforme, edema crónico, pólipos, quiste mucoso de retención, hemorragia submucosa, úlcera aritenoidea.
3. Formas particulares de disfonías funcionales: Disfonía infantil, alteraciones de la muda vocal, disfonía del cantante (disodea), monocorditis vasomotora, voz de bandas ventriculares, disfonías psicógenas por inhibición, disfonías espasmódicas, alteraciones vocales en la patología psiquiátrica.[2]

### Disfonías orgánicas
Es la alteración de la voz producida por una lesión anatómica en los órganos de la fonación.
1. Enfermedades congénitas de la laringe.
2. Alteraciones laríngeas.
3. Alteraciones extralaríngeas.
4. Disfunción de origen hormonal.
5. Disfunción de origen neurológico.
6. Alteraciones de origen traumático y quirúrgico.

## Causas
Entre las causas más frecuentes:
- Resfriado.
- Laringitis aguda. Es la causa más frecuente de disfonía. Está asociada a infecciones respiratorias agudas y es autolimitada.
- Laringitis crónica. Generalmente se relaciona con uno o varios irritantes: tabaco, ambientes laborales contaminados, infecciones respiratorias repetidas, tos prolongada, uso de medicación inhalada, etc.
- Lesiones benignas de las cuerdas vocales:
  - El edema de Reinke es producido por acúmulo de material mucoide en el espacio de Reinke como resultado de irritación crónica e inflamación; es más frecuente en mujeres y se relaciona con el abuso de voz y el consumo de tabaco
  - Los nódulos vocales suelen ser el resultado del abuso de la voz y de factores psicológicos. Otras causas que pueden tener un papel en su etiología son: infecciones, alergias y reflujo
  - Los pólipos se relacionan con irritación crónica de las cuerdas vocales por tabaco, abuso de la voz o reflujo.
- Disfunciones neurológicas. Múltiples enfermedades neurológicas pueden producir disfonía por disfunción o parálisis unilateral o bilateral de las cuerdas vocales que pueden relacionarse con: enfermedades malignas, iatrogenia quirúrgica, trauma, esclerosis múltiple, parálisis pseudobulbar, enfermedad de Parkinson, etcétera.
- Enfermedades sistémicas. La amiloidosis laríngea, las enfermedades autoinmunes con afectación articular (artritis reumatoide, lupus eritematoso sistémico, Enfermedad de Sjögren) y el hipotiroidismo.
- Lesiones malignas. El cáncer de laringe se relaciona con el consumo de tabaco (mayor exposición, mayor riesgo) y con el alcohol.[3]

## Tratamiento
Para rehabilitar la voz se debe de conocer:
1. La etiología de la disfonía.
2. Su mecanismo de producción-patogenia.
3. Las características personales y anímicas del paciente, y sus circunstancias de salud.

Y a partir de ello, diseñar un protocolo de trabajo que será exclusivo para cada paciente, pero suficientemente elástico para introducir cambios. La reeducación vocal en una disfonía tendrá como objetivo reordenar la fisiología alterada. Ello puede hacerse:
1. Reeducando el círculo vicioso del sobreesfuerzo vocal.
2. Poniendo en marcha técnicas que ayuden a compensar los déficit orgánicos, favoreciendo una mejor dinámica vocal.
3. Informando al paciente de la naturaleza de sus dificultades vocales, ayudándole a explorar y experimentar sus posibilidades vocales reales.

En la primera fase de entrenamiento, es importante: analizar con exactitud las actitudes vocales, los movimientos a realizar, las sensaciones a percibir. En la fase de uso, lo esencial es darse cuenta de cuando se usa un mecanismo de esfuerzo o erróneo, y darse tiempo para corregirlo.